# 谷絹子
谷 絹子（たに きぬこ、1950年（昭和25年） - ）は、日本の女性実業家である。U.F.O.株式会社（平成22年に倒産）代表取締役社長、U.F.O.あぐりす株式会社代表取締役会長、U.F.O.グループ総帥などを務め、一時は、中国ビジネスに詳しい「カリスマ経営者」として知られた。

## 人物
大阪府生まれ。日本国外への留学経験あり。
初め外資系企業においてOLとして勤務していたが、上司とのそりが合わずに退社した。その後の1975年（昭和50年）1月、香港に輸出業務請負会社「香港ファーストトレーディング」を設立し、以後30年以上に渡って中国ビジネスへ関与することとなった。
1986年（昭和61年）5月、婦人服の卸売会社、株式会社ファーストトレーディング（大阪・心斎橋筋）を設立、上海と北京の現地法人を通じてOEM生産、企画、輸入、販売などを開始した。
経営者としての谷は豪勢な暮らしぶりでも知られ、東京と大阪ではタワーマンションの高層階に自室を持ち、中国での定宿は釣魚台国賓館、北京と上海の国際空港には専用の個室があったという。また、F1ドライバーやプロゴルファーらの有名人とも交際していた。

## U.F.O.社
谷が設立したファーストトレーディングは2002年（平成14年）、ユーフォー株式会社、さらに2007年（平成19年）には、U.F.O.（ユー・エフ・オー）株式会社に社名変更した。「U.F.O.」は、「ユニバーサル・ファクトリー・オペレーション」の略であるという。同社の事業は、上海の自社縫製工場における婦人服の製造が中心で、大手アパレルメーカーの下請けのほか、自社による企画や商社を通じての販売、他者中国事業のサポートなども行っており、最盛期には900億円近い年間売り上げを計上していた。（管財人の調査により大幅に粉飾された数字と判明）
しかし、平成19年末の稼動を目指した上海への新工場建設などが負担となり、次第に資金繰りが悪化した。2009年（平成21年）には債権者である地方銀行らから貸付金返還訴訟などを起こされて敗訴し、さらに翌2010年（平成22年）1月には第三者破産が裁判所に申請されている。この時点での主な債権者は、みずほ銀行、三井住友銀行、りそな銀行、関西アーバン銀行、日本政策投資銀行などであった。

### 民事再生
2010年（平成22年）3月26日、U.F.O.株式会社は大阪地方裁判所に民事再生法の適用を申請、保全命令を受けて事実上倒産した。負債総額は約360億円だった。また、谷の夫が経営していた関連会社、GFS社も同年3月に破産し、すでに解散している。
民事再生手続きが開始された同年の7月、U.F.Oは、大阪の衣料卸販売会社から融資金3億円を詐取したとして、詐欺罪で大阪地方検察庁に告訴されている。また、翌年10月に谷は夫とともに民事再生法違反容疑で大阪地検に逮捕されたが、容疑の内容は、経営再建が可能であることを装うために監督委員に虚偽の在庫データなどを提出、関連会社が金融機関から約300億円の融資を受けてその全てが返済不能となったというものであった。

## 著作
自著
- 『ついに出た! 本当に役立つ中国ビジネス虎の巻 - 真の成功者が語るチャイナビジネス実践術』 （幻冬舎メディアコンサルティング、平成19年4月）
- 『中国ビジネス虎の巻（2）』 （同、平成20年4月）
- 『Tips for Doing Business in China 』 （英語本、幻冬舎）

出演
- 『きらめく女性経営者32人 - これからの時代を創る女性リーダー』 信念と絆で日中の架け橋に アパレルを柱に中国ビジネスをサポート - U.F.O. グループCEO 谷絹子 （フジサンケイビジネスアイ、平成21年4月）